# توماس سالامون
توماس سالامون (بالألمانية: Thomas Salamon) (18 يناير 1989 في النمسا - ) هو لاعب كرة قدم نمساوي في مركز الوسط. شارك مع منتخب النمسا تحت 19 سنة لكرة القدم ومنتخب النمسا تحت 20 سنة لكرة القدم. أما مع النوادي، فقد لعب مع أوستريا فيينا ونادي غروديغ ونادي ماترسبرغ.

## وصلات خارجية
- توماس سالامون على موقع قاعدة بيانات كرة القدم.إي يو (الإنجليزية)
- توماس سالامون على موقع Soccerway.com (الإنجليزية)
- توماس سالامون على موقع عالم كرة القدم.نت (الإنجليزية)
- توماس سالامون على موقع AS.com (الإسبانية)